# ديك تشارلزورث
ديك تشارلزورث (بالإنجليزية: Dick Charlesworth)‏ هو عازف جاز بريطاني، ولد في 8 يناير 1932، وتوفي في 15 أبريل 2008 بسبب نوبة قلبية.

## روابط خارجية
- ديك تشارلزورث على موقع IMDb (الإنجليزية)
- ديك تشارلزورث على موقع ميوزك برينز (الإنجليزية)
- ديك تشارلزورث على موقع ديسكوغز (الإنجليزية)